# Кіруна (станція)
67°52′02″ пн. ш. 20°12′03″ сх. д. / 67.867222222222° пн. ш. 20.200833333333° сх. д.
Кіруна (швед. Kiruna järnvägsstation, фін. Kiirunan rautatieasema) — залізничнний вузол на лінії Лулео-Центральне — Кіруна — Нарвік, у місті Кіруна, Норрботтен, Швеція.
Станція розташована за 140 км на північ від полярного кола та за 1412,7 км від станції Стокгольм-Центральний.
Станція обслуговує до трьох щоденних рейсів на північ по Мальмбанану до станції Нарвік у Норвегії.
На південь станція обслуговує два щоденні рейси до Лулео-Центральне та Стокгольм-Центральний, під орудою SJ AB, і два (у вихідні) або три (будні) щоденні рейси до Лулео-Центральне, під орудою Norrtåg.

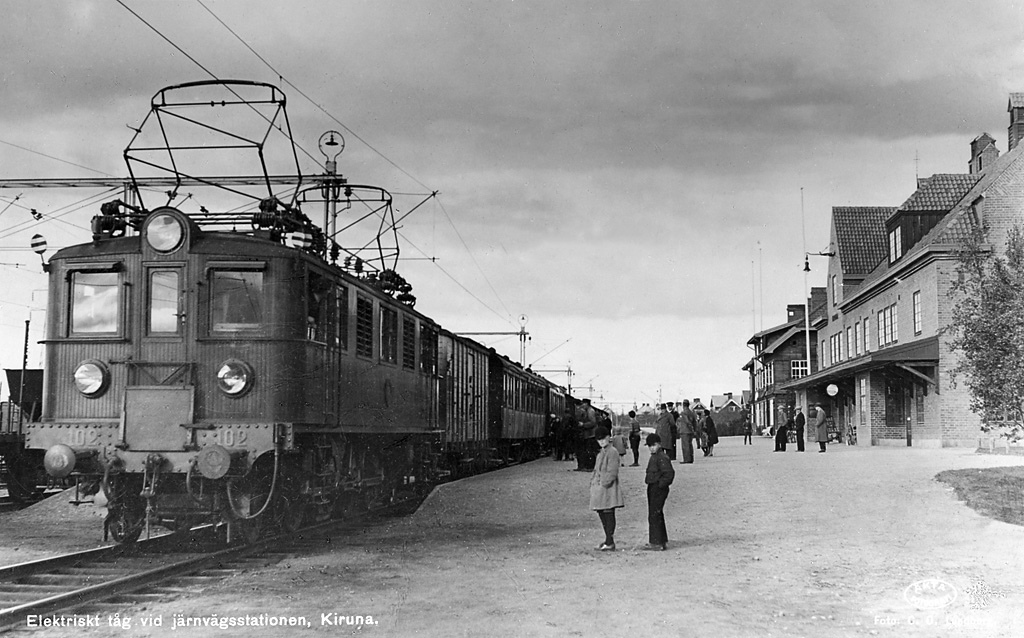
На фото електричний локомотив SJ D на старій станції, приблизно 1940—1959 роки.

## Історія
Стара станція була розташована між шахтами LKAB і центром міста і була за 400 м від Венорсторгет у центрі міста.
В 2013 році рух перейняла нова тимчасова станція на північному сході міста за 1,5 км на північ від старої станції
,
оскільки стара станція знаходиться в районі залізорудного рудника.
Старий вокзал і привокзальний готель знесли в 2017 році.

## Опис
Станція Кіруна розділена на чотири окремі частини. Найсхіднішою є пасажирський вокзал Кіруни С, або Центральний залізничний вокзал Кіруни. На захід від нього розташовані Кіруна-Мальмбангорд і Кіруна-Локбангорд. На південь від Кіруни С і Кіруни Мальмбангорд також знаходиться шахта Сьобангорд.

### Кіруна С
Пасажирська зона станція Кіруни є найсхіднішою частиною станції Кіруна. Обробляє генеральні вантажі, що прибувають до Кіруни.

### Кіруна Мальмбангорд
Рудний відділок станції Кіруни (скорочено Kmb) — середня частина станції Кіруна.
Складається з колій для відстою вихідних і вхідних рудних поїздів на західній стороні колії та поворотного трикутника між ними і магістральною дистанцією.
Є сполучення від рудно-залізничної станції до рудника LKAB і рудного двору.
Порожні рудні потяги, що прибувають до Кіруни, тягнуть електровозами до Кіруни-Мальмбангорд або Сьобангорда, де електровоз відчепляють і відправляють у депо. Порожні рудопотягні кузова тепловозом транспортуються до місця завантаження шахти, а після завантаження на відхідну колію, де електровоз замінюється на локомотив поїзда.

### Сьобангорд

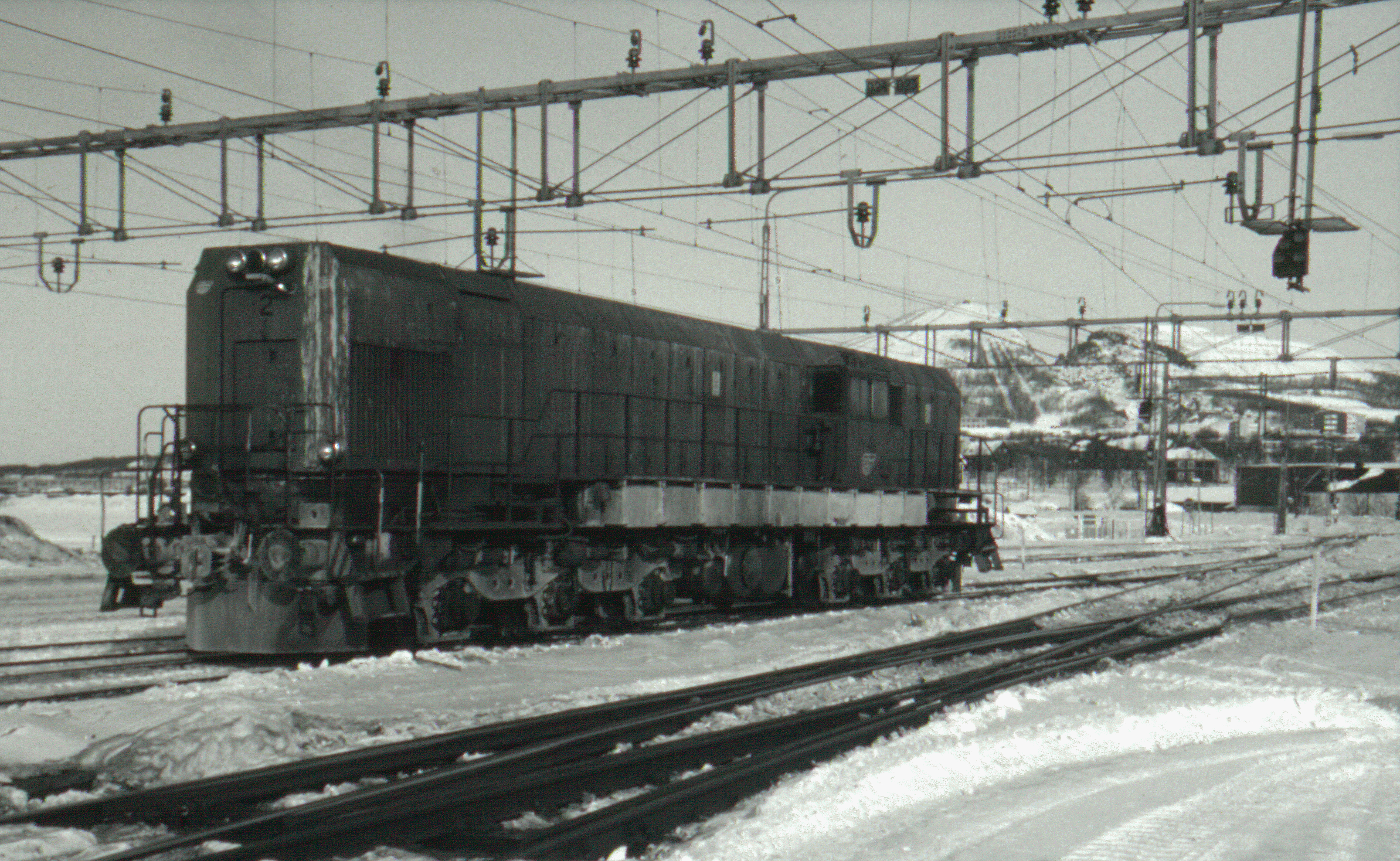
Дизельний локомотив серії MTAB T46-2 у Сьобангорді

Сьобангорд розташовано майже перпендикулярний до головної лінії, і його північний кінець сполучений поворотним трикутником як з Кіруна C, так і Мальмбангорд.
У південній частині Сьобангорд знаходяться колії шахти Кірунаваара і вантажні платформи для вантажних поїздів.
Сьобангорд належить LKAB Malmtrafik

### Кіруна-Локбангорд
Депо Кіруна є найзахіднішою частиною станції Кіруна. Там зберігаються та обслуговуються електровози рудопоїздів серії SJ Dm3 nf IORE, якими користується оператор LKAB Malmtrafik.